# Shang Xi

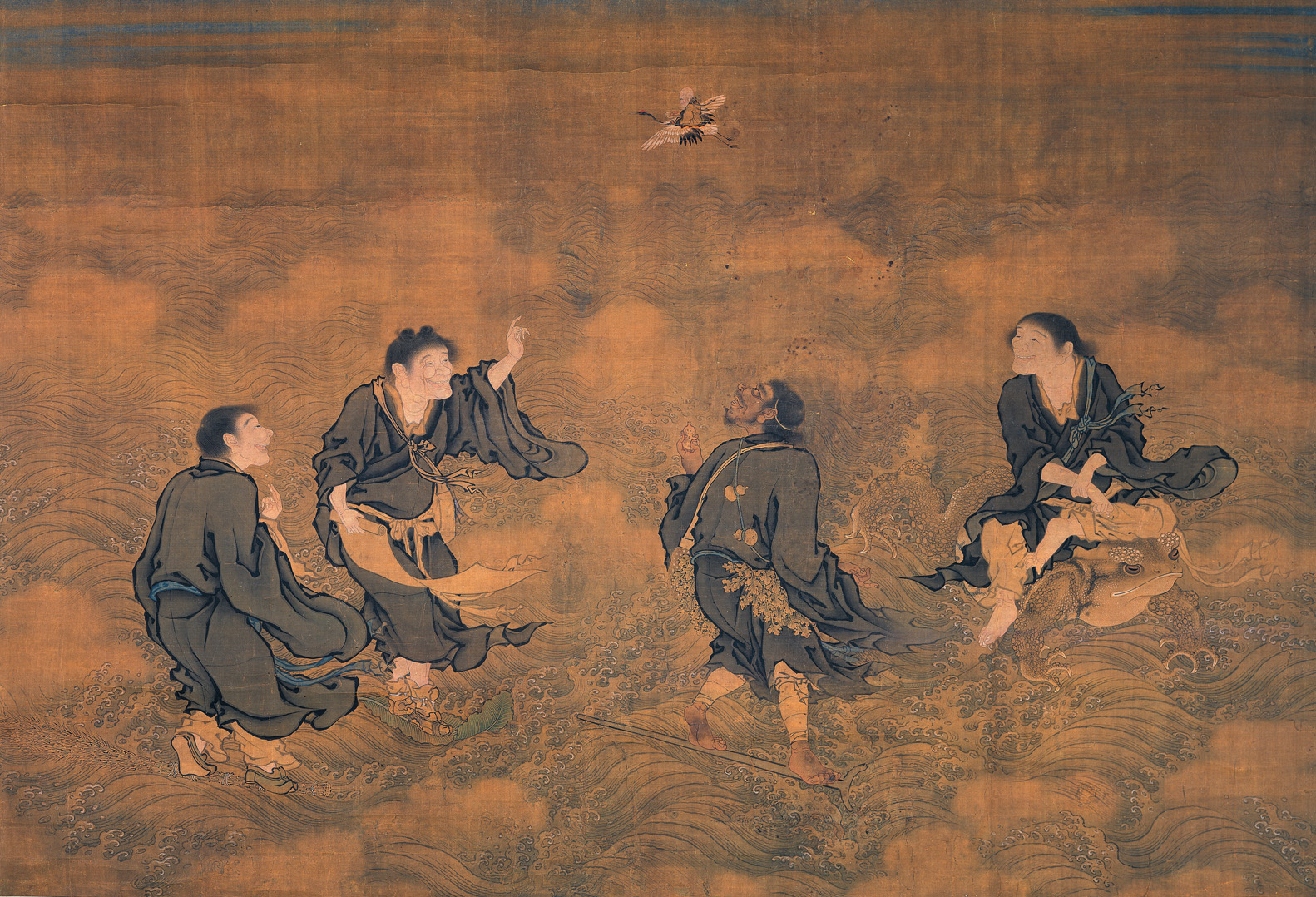
"Ela Quatre Màgics i el déu de la Longevitat"

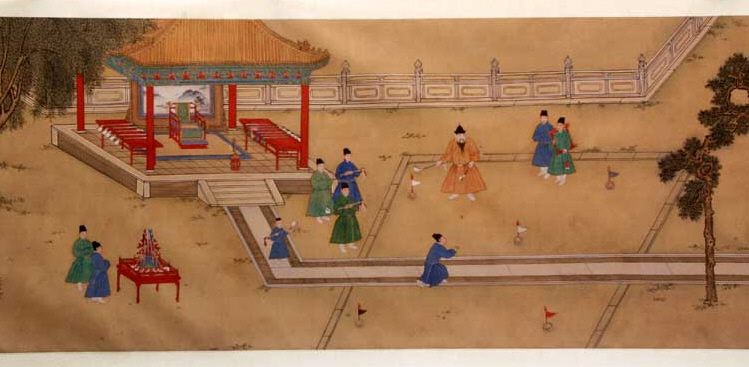
"L'emperador Xuande jugant" (Museu del Palau de Pequín)

Shang Xi (xinès: 商喜; pinyin: Shāng Xǐ), també conegut com a Wei Ji, fou un pintor xinès que va viure sota la dinastia Ming.

## Dades biogràfiques
No es coneixen les dates del naixement ni de la seva mort. Se sap que fou actiu entre els anys 1439 i 1440 (altres font endarrereixen la darrera data). Oriünd de Puyang, província de Henan (altres fonts indiquenn Shaoxing, província de Zhejiang). Va ser un pintor de la cort imperial.

## Obra pictòrica
Pintor notable per les seves pintures de tigres, paisatges flors i ocell així com de
figures, en un estil influït pels mestres Song. Algunes de les seves obres més destacades són: “Guan Yu captura el seu enemic Pang De”, “Els Quatre Mags i el déu de la Longevitat”, “ L'emperador Minghuang i el seu seguici“ i “Els Vuit Immortals travessant el mar”. Es troben pintures seves als següents museus: Museu del Palau de Pequín, Museu Hakone i al Museu Nacional del Palau de Taipei.